# 巽他山椒鸟
巽他山椒鸟（学名：Pericrocotus miniatus）是山椒鸟科山椒鸟属的一种，为印度尼西亚的特有种。